# Adelphia (album)
Adelphia è il secondo album in studio del gruppo musicale statunitense A Skylit Drive, pubblicato il 9 giugno 2009.

## Tracce
Testi di Michael "Jag" Jagmin e Nick Miller, musiche degli A Skylit Drive.
1. Prelude to a Dream - 3:29
2. Those Cannons Could Sink a Ship - 3:36
3. Heaven - 3:38
4. Running With the Light - 3:51
5. Eva the Carrier - 3:43
6. Worlds End in Whispers, Not Bangs - 1:26
7. The Boy Without a Demon - 4:05
8. Thank God it's Cloudy Because I'm Allergic to Sunlight - 3:28
9. Air the Enlightenment - 2:29
10. The Children of Adelphia - 3:01
11. I Swear This Place is Haunted - 3:45
12. It's Not Ironic, It's Obvious - 3:41
13. See You Around - 3:23

## Formazione
- Michael "Jag" Jagmin – voce melodica
- Joey Wilson – chitarra solista
- Nick Miller – chitarra ritmica
- Brian White – basso, voce death
- Cory La Quay – batteria, percussioni, voce secondaria
- Kyle Simmons – tastiera, programmazione

## Classifiche
| Classifica (2009)         | Posizione massima |
| ------------------------- | ----------------- |
| Stati Uniti               | 64                |
| Stati Uniti (independent) | 11                |
| Stati Uniti (alternative) | 19                |
| Stati Uniti (rock)        | 24                |